# Moravci v Slovenskih Goricah
Moravci v Slovenskih Goricah – wieś w Słowenii, w gminie Ljutomer. W 2018 roku liczyła 362 mieszkańców.